# Castianeira tinae
Castianeira tinae là một loài nhện trong họ Corinnidae.
Loài này thuộc chi Castianeira. Castianeira tinae được miêu tả năm 1973 bởi Patel & Patel.